# Hüseyin Akbaş
Hüseyin Akbaş (Almus, 1933 – Tokat, 15 febbraio 1989) è stato un lottatore turco, specializzato sia nella lotta libera che nella lotta greco-romana.

## Palmarès

### Olimpiadi
- 2 medaglie:
  - 1 argento (Tokyo 1964 nella lotta libera 57 kg)
  - 1 bronzo (Melbourne 1956 nella lotta libera 52 kg)

### Mondiali
- 6 medaglie:
  - 4 ori (Tokyo 1954 nella lotta libera 52 kg; Istanbul 1957 nella lotta libera 57 kg; Teheran 1959 nella lotta libera 57 kg; Toledo 1962 nella lotta libera 57 kg)
  - 2 bronzi (Karlsruhe 1955 nella lotta greco-romana 52 kg; Yokohama 1961 nella lotta libera 57 kg)